# Clepsis uncisecta
Clepsis uncisecta is een vlinder uit de familie bladrollers (Tortricidae). De wetenschappelijke naam is voor het eerst geldig gepubliceerd in 2000 door Razowski & Wolff.
De soort komt voor in Europa.